# Bill Cobbs
Wilbert Francisco Cobbs, detto Bill (Cleveland, 16 giugno 1934 – Riverside, 25 giugno 2024), è stato un attore statunitense.

## Biografia
Figlio di un operaio e di una domestica, dimostrò fin da piccolo una forte passione per il cinema. Apparve inizialmente in spot pubblicitari e successivamente intraprese la carriera di attore, prendendo parte a oltre 120 film e programmi televisivi. 
Nel 2006 recitò nella commedia Una notte al museo interpretando Reginald, un guardiano del museo di storia naturale, e lavorando al fianco di Ben Stiller, Dick Van Dyke, Mickey Rooney e Robin Williams. Cobbs riprese successivamente il ruolo nel terzo capitolo della saga uscito nel 2014.
Divenne maggiormente conosciuto per la sua interpretazione in The Derby Stallion (2005). L'attore registrò un annuncio di servizio pubblico per la campagna di saper leggere e scrivere di Hip-Hop, del Ra del deejay, lettura encouraging dell'autobiografia di Ice-T. Tra i suoi passatempi vi furono la lettura e la musica. 
Morì il 25 giugno 2024, pochi giorni dopo aver compiuto 90 anni.

## Filmografia

### Cinema
- Il colpo della metropolitana (Un ostaggio al minuto) (The Taking of Pelham One Two Three), regia di Joseph Sargent (1974)
- Il circuito della paura (Greased Lightning), regia di Michael Schultz (1977)
- A Hero Ain't Nothin' But a Sandwich, regia di Ralph Nelson (1977)
- The Hitter, regia di Christopher Leitch (1978)
- Una poltrona per due (Trading Places), regia di John Landis (1983)
- Silkwood, regia di Mike Nichols (1983)
- Fratello di un altro pianeta (The Brother from Another Planet), regia di John Sayles (1984)
- Cotton Club (The Cotton Club), regia di Francis Ford Coppola (1984)
- Posizioni compromettenti (Compromising Positions), regia di Frank Perry (1985)
- Il colore dei soldi (The Color of Money), regia di Martin Scorsese (1986)
- Dentro la grande mela (Five Corners), regia di Tony Bill (1987)
- Suspect - Presunto colpevole (Suspect), regia di Peter Yates (1987)
- Nick e Gino (Dominick and Eugene), regia di Robert M. Young (1988)
- Bird, regia di Clint Eastwood (1988)
- Un detective... particolare (The January Man), regia di Pat O'Connor (1989)
- New Jack City, regia di Mario Van Peebles (1991) - cameo
- Insieme per forza (The Hard Way), regia di John Badham (1991)
- La casa nera (The People Under the Stairs), regia di Wes Craven (1991)
- Roadside Prophets, regia di Abbe Wool (1992)
- Exiled in America, regia di Paul Leder (1992)
- Guardia del corpo (The Bodyguard), regia di Mick Jackson (1992)
- Demolition Man, regia di Marco Brambilla (1993)
- Fatal Instinct - Prossima apertura (Fatal Instinct), regia di Carl Reiner (1993) - non accreditato
- Mister Hula Hoop (The Hudsucker Proxy), regia di Joel Coen (1994)
- Cosa fare a Denver quando sei morto (Things to Do in Denver When You're Dead), regia di Gary Fleder (1995)
- Fluke, regia di Carlo Carlei (1995)
- La resa dei conti (Man with a Gun), regia di David Wyles (1995)
- L'isola di Jeremy (Captiva Island), regia di John Biffar (1995)
- Goldilocks and the Three Bears, regia di Brent Loefke (1995)
- Ed - Un campione per amico (Ed), regia di Bill Couturie (1996)
- Music Graffiti (That Thing You Do!), regia di Tom Hanks (1996)
- First Kid - Una peste alla Casa Bianca (First Kid), regia di David M. Evans (1996)
- L'agguato - Ghosts from the Past (Ghosts of Mississippi), regia di Rob Reiner (1996)
- Soulmates, regia di Duane Clark (1997)
- Air Bud - Campione a quattro zampe (Air Bud), regia di Charles Martin Smith (1997)
- Paulie - Il pappagallo che parlava troppo (Paulie), regia di John Roberts (1998)
- Ricominciare a vivere (Hope Floats), regia di Forest Whitaker (1998)
- Incubo finale (I Still Know What You Did Last Summer), regia di Danny Cannon (1998)
- Destini incrociati (Random Hearts), regia di Sydney Pollack (1999)
- La costa del sole (Sunshine State), regia di John Sayles (2002)
- Via dall'incubo (Enough), regia di Michael Apted (2002)
- A Mighty Wind - Amici per la musica (A Mighty Wind), regia di Christopher Guest (2003)
- The Mortuary (2004)
- Lost, regia di Darren Lemke (2004)
- Duck, regia di Nicole Bettauer (2005)
- The Derby Stallion, regia di Craig Clyde (2005)
- Special Ed, regia di Jeffrey Phelps (2005)
- The Final Patient, regia di Jerry Mainardi (2005)
- Hard Luck - Uno strano scherzo del destino (Hard Luck), regia di Mario Van Peebles (2006)
- L'ultimo regalo (The Ultimate Gift), regia di Michael O. Sajbel (2006)
- Una notte al museo (Night at the Museum), regia di Shawn Levy (2006)
- Sweet Deadly Dreams, regia di Walter Stewart (2006)
- Three Days to Vegas, regia di Charlie Picerni (2007)
- The Morgue, regia di Halder Gomes e Gerson Sanginitto (2008)
- HappySAD, regia di Dianah Wynter (2009)
- The Funeral Party (Get Low), regia di Aaron Schneider (2009)
- Hurricane in the Rose Garden, regia di Ime Etuk (2009)
- Black Water Transit, regia di Tony Kaye (2009)
- No Limit Kids: Much Ado About Middle School, regia di Dave Moody (2010)
- Zampa e la magia del Natale (The Search for Santa Paws), regia di Robert Vince (2010)
- The Tenant, regia di Ric La Monte (2010)
- The Arcadian, regia di Dekker Dreyer (2011)
- I Muppet (The Muppets), regia di James Bobin (2011)
- Lukewarm, regia di Thomas Makowski (2012)
- The Undershepherd, regia di Russ Parr (2012)
- Il grande e potente Oz (Oz: The Great and Powerful), regia di Sam Raimi (2013)
- L'ultima ricchezza (The Ultimate Life), regia di Michael Landon Jr. (2013)
- The Last Letter, regia di Paul D. Hannah (2013)
- Vampires in Venice, regia di Deborah Goodwin (2013)
- Una Vida: A Fable of Music and the Mind, regia di Richie Adams (2014)
- Natale a Palm Springs (Christmas in Palm Springs), regia di Fred Olen Ray (2014)
- Notte al museo - Il segreto del faraone (Night at the Museum: Secret of the Tomb), regia di Shawn Levy (2014)
- On Angel's Wings, regia di Aaron L. Williams (2014)
- A House Is Not a Home, regia di Christopher Ray (2015)
- La grande Gilly Hopkins (The Great Gilly Hopkins), regia di Stephen Herek (2015)
- New Life, regia di Drew Waters (2016)
- Beyond the Silence, regia di William Michael Barbee (2016)
- Call Me King, regia di R. L. Scott (2017)
- As Evil Does, regia di Yolanda Buggs (2018)
- Clipped Wings, They Do Fly, regia di William Michael Barbee (2018)
- Beyond the Law - L'infiltrato (Beyond the Law), regia di James Cullen Bressack (2019)
- Saving Paradise, regia di Jay Silverman (2021)
- Block Party Juneteenth, regia di Dawn Wilkinson (2022)

### Televisione
- A Boy and a Boa - film TV (1975)
- First Ladies Diaries: Rachel Jackson - film TV (1975)
- Good Times – serie TV, episodio 4x06 (1976)
- Baby, I'm Back – serie TV, 2 episodi (1978)
- King – serie TV, 1 episodio (1978)
- The Member of the Wedding, regia di Delbert Mann - film TV (1982)
- Rage of Angels - film TV (1983)
- Un giustiziere a New York (The Equalizer) – serie TV, episodio 1x08 (1985)
- Johnny Bull - film TV (1986)
- Kate e Allie (Kate & Allie) – serie TV, 2 episodi (1986)
- Spenser (Spenser: For Hire) – serie TV, episodio 2x20 (1987)
- Avvocati a Los Angeles (L.A. Law) – serie TV, episodio 2x17 (1988)
- The Slap Maxwell Story – serie TV, 5 episodi (1987-1988)
- Homeroom – serie TV, 13 episodi (1989)
- Moe's World - film TV (1990)
- Decoration Day - film TV (1990)
- Quattro donne in carriera (Designing Women) – serie TV, episodio 5x02 (1990)
- Married People – serie TV, 1 episodio (1990)
- La legge di Bird (Gabriel's Fire) – serie TV, episodio 1x08 (1990)
- Carolina Skeletons - film TV (1991)
- Una famiglia tutto pepe (True Colors) – serie TV, episodio 1x24 (1991)
- Io volerò via (I'll Fly Away) – serie TV, 13 episodi (1991-1993)
- Coach – serie TV, 1 episodio (1993)
- I'll Fly Away: Then and Now - film TV (1993)
- Il cane di papà (Empty Nest) – serie TV, episodio 6x15 (1994)
- Un medico tra gli orsi (Northern Exposure) – serie TV, episodio 6x04 (1994)
- Kingfish: A Story of Huey P. Long - film TV (1995)
- Out There - film TV (1995)
- Divas - film TV (1995)
- The Watcher – serie TV, episodio 1x10 (1995)
- E.R. - Medici in prima linea (E.R.) – serie TV, episodio 2x17 (1996)
- Massima velocità (Thrill) - film TV (1996)
- Nightjohn - film TV (1996)
- Stories from the Edge - film TV (1996)
- Walker Texas Ranger (Walker, Texas Ranger) – serie TV, episodio 5x16 (1997)
- The Wayans Bros. – serie TV, episodio 3x20 (1997)
- The Gregory Hines Show – serie TV, 16 episodi (1997-1998)
- L.A. Doctors – serie TV, 1 episodio (1998)
- Always Outnumbered - Giustizia senza legge (Always Outnumbered) - film TV, regia di Michael Apted (1998)
- Oltre i limiti (The Outer Limits) – serie TV, episodio 3x07 e un altro episodio (1997-1999)
- Tris di cuori (For Your Love) – serie TV, 2 episodi (1998-1999)
- I Soprano (The Sopranos) - serie TV - episodio 2x02 (2000)
- The Practice - Professione avvocati (The Practice) – serie TV, episodio 4x19 (2000)
- The Others – serie TV, 13 episodi (2000)
- The Michael Richards Show – serie TV, 7 episodi (2000)
- The Fighting Fitzgeralds – serie TV, 1 episodio (2001)
- Bitter Winter - film TV (2001)
- Il tocco di un angelo (Touched by an Angel) – serie TV, episodio 7x20 (2001)
- Six Feet Under – serie TV, episodio 1x06 (2001)
- Philly – serie TV, episodio 1x09 (2001)
- West Wing - Tutti gli uomini del Presidente (The West Wing) – serie TV,  episodio 3x18 (2002)
- Tutto in famiglia (My Wife and Kids) – serie TV, 2 episodi (2002)
- NYPD - New York Police Department (NYPD Blue) – serie TV, episodi 3x14-10x20 (1996-2003)
- The Division – serie TV, episodio 3x07 (2003)
- 10-8: Officers on Duty – serie TV, 1 episodio (2003)
- JAG - Avvocati in divisa (JAG) – serie TV, 4 episodi (2001-2003)
- The Drew Carey Show – serie TV, 9 episodi (2002-2004)
- Soul Food – serie TV, episodio 5x13 (2004)
- Star Trek: Enterprise – serie TV, episodio 4x10 (2005) - Emory Erickson
- Prima o poi divorzio! (Yes, Dear) – serie TV, episodi 6x02-6x05 (2005)
- October Road – serie TV, episodio 1x05 (2007)
- Side Order of Life – serie TV, episodio 1x03 (2007)
- Army Wives - Conflitti del cuore (Army Wives) – serie TV, episodio 2x03 (2008)
- One Tree Hill – serie TV, episodio 6x01 (2008) - non accreditato
- CSI: Scena del crimine (CSI: Crime Scene Investigation) – serie TV, episodio 9x08 (2008)
- The Glades – serie TV, episodio 1x09 (2010)
- Criminal Minds: Suspect Behavior – serie TV, episodio 1x02 (2011)
- Harry's Law – serie TV, episodio 1x07 (2011)
- Go On – serie TV, 13 episodi (2012-2013)
- L'ultima eredità (The Ultimate Legacy), regia di Joanne Hock - film TV (2016)
- Dino Dana – serie TV, 6 episodi (2017-2020)
- Agents of S.H.I.E.L.D. - serie TV, episodio 7x12 (2020)

## Doppiatori italiani
Nelle versioni in italiano delle opere in cui ha recitato, Bill Cobbs è stato doppiato da:
- Pietro Biondi in New Jack City, Side Order of Life, Mister Hula Hoop, Tutto in famiglia, Dino Dana, Hand of God
- Sandro Sardone in Suspect - Presunto colpevole, Un detective... particolare, Demolition Man, Incubo finale, La costa del sole
- Renato Mori in Guardia del corpo, First Kid - Una peste alla Casa Bianca, Via dall'incubo,  Hard Luck - Uno strano scherzo del destino, Zampa e la magia del Natale
- Vittorio Di Prima in Derby Stallion, L'ultimo regalo, Criminal Minds: Suspect Behavior
- Dante Biagioni in Una notte al museo, One Three Hill, Notte al museo - Il segreto del faraone
- Glauco Onorato ne Il colore dei soldi, E.R. - Medici in prima linea, Vite difficili
- Diego Reggente in NYPD - New York Police Department (ep. 3x14), The Practice - Professione avvocati, Ed - Un campione per amico
- Bruno Alessandro in NYPD - New York Police Department (ep. 10x20), The Glades, La grande Gilly Hopkins
- Goffredo Matassi in Fatal Instinct - Prossima apertura, Walker Texas Ranger
- Elio Zamuto in La rabbia degli angeli, Six Feet Under
- Dario De Grassi ne La famiglia Stevenson, JAG - Avvocati in divisa
- Emilio Cappuccio in Star Trek: Enterprise, I Soprano
- Luciano De Ambrosis in CSI - Scena del crimine, L'ultima eredità
- Franco Zucca ne Il grande e potente Oz, Rake
- Dario Mazzoli in Posizioni compromettenti
- Gianni Musy in L'agguato - Ghosts from the Past
- Pieraldo Ferrante in Ti amerò per sempre
- Vittorio Congia in The Others
- Angelo Nicotra in Destini incrociati
- Alessandro Rossi in Air Bud - Campione a quattro zampe
- Gil Baroni in A Mighty Wind - Amici per la musica
- Carlo Reali in Army Wives
- Pietro Ubaldi in The Funeral Party
- Maurizio Scattorin in La casa nera (ridoppiaggio)